# Орлов дол (метеорит)
Орлов дол е седмият метеорит, паднал на територията на България с координати 42.113271°N, 26.163802°E. Намерен е през 2018 г., доказан през 2019 г. и регистриран на 05.02.2020. Регистрацията е публикуван в бр. 109 на Метеоритния бюлетин на Метеоритното общество.

## История
През лятото на 2018 г. Иван Иванов, Недко Русев и Живко Андонов вървят по стар селски път край село Орлов дол, когато забелязват необичаен камък на пътя. Предишния ден е валял силен дъжд, който вероятно е изровил метеорита. Мъжете вадят камъка от земята и установяват, че е метален. Занасят го в селото и го оставят в стара плевня, без да знаят какво представлява. Метеоритът остава на това място в продължение на почти една година. На 6 юни 2019 г. те присъстват на среща на Българската асоциация на търсачите на самородно злато и метеорити и носят малко парче за анализ. XRF анализът показва високо съдържание на никел – 13 тегловни %. XRF е мощен количествен и качествен аналитичен инструмент за анализ на химичните елементи в материалите, работещ на базата на рентгеновата флуоресценция. Впоследствие пробата е изпратена за допълнителен анализ и класификация в Центъра за изследвания и преподаване на екологични науки (CEREGE) във Франция.

## Описание и състав
Метеоритът тежи 151 кг, класифициран е като железен метеорит от химична група IID и е един от 26-те одобрени метеорита от тази група. Съставен е главно от желязо и никел и е кристализирал от стопилка.
Изпратената проба е с маса 287 g и е покрита с ръжда, а по повърхността и се вижда ясно изразена видманщетенова структура. При изследванията полираната плоскост от метеорита разкрива средна октаедритна структура със средна честотна лента от камасит 0,83 ± 0,21 mm. Наблюдават се мартензитни зони и нойманови линии, което е още едно доказателство за извънземен произход.
В допълнение към желязото метеоритът съдържа още никел – 98,7 mg/g, кобалт – 6,66 mg/g, мед – 282 μg/g, галий – 70,5 μg/g, платина – 20,9 μg/g, иридий – 18, 9 μg/g, арсен – 4,3 μg/g, волфрам – 2,97 μg/g, рений – 1,977 μg/g и злато – 0.602 μg/g.